# Ortensia di Guglielmo
Ortensia di Guglielmo (Fabriano, ... – 1360) è stata una poetessa italiana.

## Biografia
Era la figlia di Guglielmo da Fabriano e morì nel 1360.
Nel suo famoso sonetto "Io vorrei pur drizzar queste mie piume" racconta quello che viene riservato alle donne che decidono di dedicarsi alla scrittura: il "volgo", cioè la società, le rimprovererà, pensando che dovrebbero dedicarsi solamente "all'ago" e "al fuso". Il sonetto inoltre, pubblicato per la prima volta nel 1564, dal marchigiano Giovanni Andrea Gilio, nell'opera Due dialoghi, finirà al centro di un vero e proprio giallo letterario. Il Gilio infatti sosteneva che il componimento fosse stato inviato da Ortensia a Francesco Petrarca, che le avrebbe risposto con il sonetto "La gola e 'l somno e l'oziose piume", il VII del Canzoniere, ma alcuni critici lo considereranno un falso, oppure altri letterati, tra i quali Ugo Foscolo, scritto da un'altra poetessa, Giustina Levi Perotti. 
Un'altra poetessa marchigiana, Leonora della Genga, comporrà un sonetto per la sua morte, definendola uno "spirito gentil sì raro al Mondo". 